# Alianza Fútbol Club (Colômbia)
Alianza Fútbol Club é um time de Futebol profissional colombiano com sede em Valledupar, Departamento de Cesar. Atualmente joga na Liga BetPlay Dimayor. O clube foi fundado em 16 de janeiro de 2024 e manda seus jogos no Estadio Armando Maestre Pajaveau.

## História
Alianza FC foi fundado pelo proprietário e presidente da Alianza Petrolera, Carlos Orlando Ferreira, que transferiu o clube de Barrancabermeja, Departamento de Santander, após receber apoio financeiro das autoridades recém-eleitas e empresas privadas de Valledupar e do Departamento de Cesar.
Embora o Alianza Petrolera tenha sido do oitavo lugar na tabela da temporada 2023 da Liga BetPlay Dimayor de 2023 que os classificou para sua primeira competição internacional, a Copa Sul-Americana de 2024, mas no início de janeiro de 2024 por questões relacionadas ao apoio financeiro, bem como ao fato de o Estadio Daniel Villa Zapata, em Barrancabermeja, não era adequado para sediar jogos internacionais, e surgiu o interesse de Valledupar para que o clube mandasse os jogos no Estadio Armando Maestre Pajaveau.
Em 16 de janeiro de 2024, a Alianza Petrolera confirmou oficialmente a sua saída de Barrancabermeja devido à falta de apoio financeiro das autoridades locais, ao mesmo tempo que retirou a palavra Petrolera do seu nome e as cores amarela e preta que os identificavam.
Nesse mesmo dia, o Alianza Fútbol Club foi apresentado em coletiva de imprensa realizada em Valledupar, onde foi confirmado que o clube jogará com um novo escudo e adotará como novas cores as representativas da cidade.
O clube jogou sua primeira partida em 21 de janeiro de 2024, perdendo por 3 a 1 para o Atlético Nacional na primeira rodada do Torneio Apertura de 2024.